# Хорст Кепел
Хорст Кепел (Штутгарт, 17. мај 1948) бивши је немачки фудбалер.

## Каријера
Током каријере играо је за Штутгарт, Борусија Менхенгладбах и Ванкувер вајткапси.

## Репрезентација
За репрезентацију Западне Немачке дебитовао је 1968. године. За национални тим одиграо је 11 утакмица и постигао 2 гола.

## Статистика
| Западна Немачка | Западна Немачка | Западна Немачка |
| Год.            | Ута.            | Гол.            |
| --------------- | --------------- | --------------- |
| 1968            | 3               | 0               |
| 1969            | 0               | 0               |
| 1970            | 0               | 0               |
| 1971            | 6               | 2               |
| 1972            | 0               | 0               |
| 1973            | 2               | 0               |
| Укупно          | 11              | 2               |